# Giuseppe Bognanni
Giuseppe Bognanni, född den 18 juli 1947 i Riesi, Italien, är en italiensk brottare som tog OS-brons i flugviktsbrottning i den grekisk-romerska klassen 1972 i München. 